# Dybbøldagen
Dybbøldagen afholdes hvert år den 18. april, på årsdagen for Slaget ved Dybbøl i 1864.
I dagens anledning sælges Dybbølmærket, hvis overskud går til grænseforeningernes arbejde for det danske mindretal i Sydslesvig.
Den 18. april 2001 afholdtes for første gang nogensinde en mindehøjtidelighed for de faldne med repræsentanter for det tyske Bundeswehr ved Dybbøl Banke.
Ved 150-året for Slaget ved Dybbøl i 2014 deltog op mod 15.000 mennesker i begivenheden ved Dybbøl, hvor Dronning Margrethe, statsminister Helle Thorning-Schmidt og Slesvig-Holstens ministerpræsident, Torsten Albig holdt tale.